# تهدید تروریستی ۲۰۱۴ نروژ
در ۲۴ ژوئیه ۲۰۱۴، یک حمله مشکوک تروریستی قریب‌الوقوع توسط تندروهای اسلامی که نروژ را هدف قرار داده بود، توسط مقامات نروژی فاش شد. این توطئه مشکوک باعث اعلام هشدار عمومی در ترور و اقدامات امنیتی کوتاه مدت بی‌سابقه ای در اواخر ژوئیه شد.

## اعلام عمومی
در ۲۴ ژوئیه، وزیر دادگستری آندرس آنوندسن و سرویس امنیتی پلیس نروژ (PST) با اطلاع از حمله تروریستی قریب‌الوقوع که نروژ را هدف قرار داده بود، به عموم اطلاع دادند که «ظرف چند روز» حمله ای صورت خواهد گرفت. تاریخ حمله مشکوک توسط رسانه‌ها ۲۸ ژوئیه، برابر با تاریخ تعطیلات مسلمانان عید فطر در پایان ماه رمضان گزارش شد. سرویس امنیتی پلیس نروژ تأیید کرد که تروریست‌های مظنون گروهی از جهادگران جنگ داخلی سوریه بودند که گمان می‌رود قبلاً کشور را ترک کرده باشند.
این تهدید منجر به بسته شدن ساختمانهای عمومی متعددی از جمله تالار شهر اسلو و کاخ پادشاهی، اسلو و افزایش امنیت در مرزها شد. پس از تیراندازی در موزه یهودی بلژیک در دو ماه قبل، موزه‌های یهودیان در اسلو و تروندهایم تصمیم گرفتند که بسته کنند پلیس مسلح در فرودگاه‌ها، ایستگاه‌های قطار و گذرگاه‌های مرزی مستقر شدند و اقدامات امنیتی در رویدادهای عمومی مانند جام نروژ تقویت شد.
در تاریخ ۳۱ ژوئیه مقامات نروژی گفتند که تهدید کاهش یافته و آنها اقدامات امنیتی معرفی شده در ۲۴ ژوئیه را لغو کردند. اگرچه این ادعا توسط سرویس امنیتی پلیس نروژ تأیید نشد، اما اقدامات امنیتی و اعلامیه عمومی برای جلوگیری از حمله تروریستی حدس زده شد.

## تحلیل و بررسی
بعداً گزارش‌هایی منتشر شد که، حداقل سه تا چهار جهادگر شناخته شده از دولت اسلامی عراق و شام (داعش) یک حمله تروریستی را برنامه‌ریزی کرده بودند که نروژ را به عنوان هدف اصلی در نظر داشتند. گفته می‌شود جهادی‌ها اصالتی اروپایی داشتند و مدارک سفر نروژی دارند. بر اساس گزارش‌ها، آخرین بار جهادگران در حال ورود به آتن بودند و آنان در فرودگاه این شهر مشاهده شده‌اند.
بعداً خبرگزاری‌ها گزارش دادند که دو توطئه اصلی جهادی‌های داعش این بود که آنان قصد حمله به اجتماعات بزرگ مردم را با چاقو دارند یا قصد ورود به یک خانه خصوصی و کشتن یک خانواده به صورت تصادفی، و بعد از قتل‌عام از اجساد فیلمبرداری می‌کنند و سپس آن را در اینترنت منتشر می‌کنند. توطئه آخر با طرح فیلمبرداری بعد از قمه زنی با حملات ضد تروریستی استرالیا در سال ۲۰۱۴ مقایسه شد.
بر اساس آمار رسمی، طی اقدامات شدید امنیتی در اواخر ماه ژوئیه، ۱۶۵۰۰۰ نفر در فرودگاه‌های نروژ، بنادر دریایی و گذرگاه‌های مرزی کنترل شدند. این کنترل‌ها باعث شد که هفده نفر از ورود به نروژ محروم شوند، هشت نفر از کشور اخراج شوند و پنج نفر که مشکوک به ارتباط با این توطئه هستند دستگیر شوند.

## عواقب
در نوامبر بعد از همان سال، اکثریت احزاب سیاسی موافقت کردند که پلیس را به‌طور موقت مسلح کنند، زیرا سرویس امنیتی پلیس نروژ احتمال داد که تهدید تروریستی در نروژ افزایش پیدا کند (افسران پلیس در نروژ به‌طور معمول اسلحه حمل نمی‌کنند و اسلحه‌ها در اتومبیل‌های گشت قرار دارند). در ابتدا تسلیحات موقت پلیس در فوریه ۲۰۱۶ توسط اداره پلیس ملی (POD) لغو شد، سپس ساعاتی قبل از حملات نوامبر ۲۰۱۵ پاریس سرویس امنیتی پلیس نروژ اعلام کرد که تهدید تروریستی کاهش یافته‌است. فدراسیون پلیس نروژ و وزیر دادگستری با این تصمیم مخالف بودند و به دفاع از مسلح شدن دائمی پلیس ادامه دادند. پس از حملات مارس ۲۰۱۶ بروکسل، پلیس در شهر اسلو، مجدداً مسلحانه شد و گشت‌ها را افزایش داد. نظرسنجی‌ها نشان داده که اکثریت نروژی‌ها خواهان ادامه مسلح شدن موقت پلیس هستند، در حالی که عموم مردم در مورد دائمی کردن این طرح دو قطبی شده‌اند.